# Tranøy
Tranøy là một đô thị ở hạt Troms, Na Uy. Đô thị này nằm trên bờ biển phía nam của đảo Senja. Trung tâm thành phố là làng Vangsvik ở phía đông. Stonglandseidet và Å ở phía tây là khu dân cư khác. Hòn đảo hoang Tranøya, với nhà thờ bằng gỗ thế kỷ 18, từng là trung tâm của hoạt động. Từ Tranøybotn có thể đi bộ đến vườn quốc gia Ånderdalen, với cảnh quan đa dạng trong một khu vực rất hạn chế, bao gồm rừng thông sâu sắc.
Tranøy được thành lập như khu đô thị ngày 1 tháng 1 năm 1838 (xem formannskapsdistrikt). Ngày 01 tháng 9 năm 1886, đô thị này được chia thành ba khu đô thị riêng biệt: Tranøy, Dyrøy, và Sørreisa. Sau này, Tranøy đã có 1.239 cư dân.
Ngày 01 tháng 1 năm 1964 một số thay đổi đã diễn ra. Các khu vực đất liền của Tranøy (dân số: 382) đã được chuyển giao cho Dyrøy và các trang trại (dân số: 106) Hellemo, Paulsrud, Johnsgård, và Stormo được chuyển cho Lenvik. Đồng thời, các bộ phận của Bjarkøy trên Senja và Lemmingsvær đảo (dân số: 480) và khu vực Rødsand của Torsken (dân số: 160) đã được cả hai chuyển sang Tranøy.